# شلومي قسطنطيني
شلومي قسطنطيني (بالعبرية: שלומי קונסטנטיני) هو رئيس قسم جراحة الأعصاب للأطفال في مستشفى دانا للأطفال ضمن مركز تل أبيب الطبي في إسرائيل. يعمل أيضًا أستاذًا سريريًا في جامعة تل أبيب، وهو أيضًا مدير مركز غيلبرت الدولي للورم العصبي الليفي. تدرب شلومي لأول مرة في مركز هداسا الطبي في القدس وتخصص في جراحة أعصاب الأطفال في جامعة نيويورك مع فريد إبشتاين.
يشغل شلومي العديد من المناصب القيادية في جمعيات جراحة الأعصاب الدولية، فكان الرئيس السابق للاتحاد الدولي للتنظير العصبي (اختصارًا IFNE)، والأمين العام السابق للجمعية الدولية لجراحة أعصاب الأطفال (اختصارًا ISPN)، والرئيس السابق لنفس الجمعيَّة عام 2018، ونائب الرئيس السابق للرابطة الأوروبية لجمعيات جراحة الأعصاب (اختصارًا EANS).
نشر شلومي أكثر من 300 بحثٍ علمي ويعمل في هيئة تحرير العديد من المجلات الطبية. يتمثل الاهتمام والخبرة السريرية الرئيسية لدى شلومي في علاج أورام الدماغ والحبل الشوكي المعقدة والتنظير العصبي والتشوهات الخلقية. بصفته رئيسًا لأكبر قسم من نوعه في إسرائيل والشرق الأوسط، فهو يعالج المرضى من جميع أنحاء العالم.

## روابط خارجية
- قسم جراحة المخ والأعصاب للأطفال في مركز تل أبيب سوراسكي الطبي